# Salade caprese
Pour les articles homonymes, voir Salade et Caprese.
La salade caprese (insalata caprese ou caprese, salade Capri, en italien) est une spécialité culinaire traditionnelle de la cuisine napolitaine et de la cuisine italienne, originaire de l'île de Capri en Campanie, salade composée et antipasti à base de tomate, mozzarella, basilic, et huile d'olive, aux couleurs nationales de l'Italie (verte, blanche, rouge).

## Histoire
Plusieurs hypothèses sont émises concernant sa naissance. Elle aurait été inventée à l'hôtel Quisisana, à Capri, dans les années 1920 à la suite du Manifeste de la cuisine futuriste de Filippo Tommaso Marinetti. Recette végétarienne, elle s'élevait contre les plats de pâtes dénigrés.
On lui prête aussi une origine plus modeste : elle serait née des mains d'un ouvrier de chantier naval très patriote qui aurait associé les trois couleurs des ingrédients en hommage à sa patrie vers 1920.
Elle était très appréciée par Farouk (roi d'Égypte), en exil dans un palace de bord de mer de Capri après un coup d'État militaire,,. Elle aurait été créée en son honneur en 1952 par le chef cuisinier de l'hôtel Gatto Bianco où il séjournait, officiellement en 1952. Cette anecdote très relayée par la presse a popularisé le plat hors d'Italie.

## Caractéristiques
Cette salade composée, qui peut être aussi un antipasti, est préparée à l'instar de la pizza Margherita, avec des tranches de tomates et de mozzarella, mozzarella di Bufala Campana DOP au lait de bufflonne ou fior di latte de préférence, généralement présentées alternées, et agrémentée de feuilles de basilic fraîches entières,, assaisonnée de sel et poivre, et d'un filet d'huile d'olive (vierge extra si possible), en privilégiant les produits du terroir de Campanie.
Les tomates doivent être mures mais garder une consistance très ferme. Les variétés sorrento et cuore di bue (cœur de bœuf), denses et savoureuses, s'y prêtent bien ; leurs dimensions, grandes et irrégulières, s'accordent avec la mozzarella, tout comme les tomates du Vésuve ou de San Marzano.
Le fior di latte est plutôt utilisé dans sa version treccia (tresse). La variété napolitaine du basilic, la plus répandue, avec ses larges feuilles au vert intense, est la variété idéale. L'huile d'olive doit être aromatique, puissante et fruitée, comme l'huile d'olive du Cilento.
Cette recette originelle peut être parfois préparée avec, éventuellement, de la burrata ou des tomates séchées, et agrémentée de pesto, de vinaigre balsamique, d'olive noire, de câpre, de feuilles de roquette, ou de laitue romaine,, mais la vraie difficulté réside ici dans la simplicité.
Servie en bruschetta, antipasti, hors-d'œuvre, plat d'accompagnement, ou en plat principal.

## Galerie

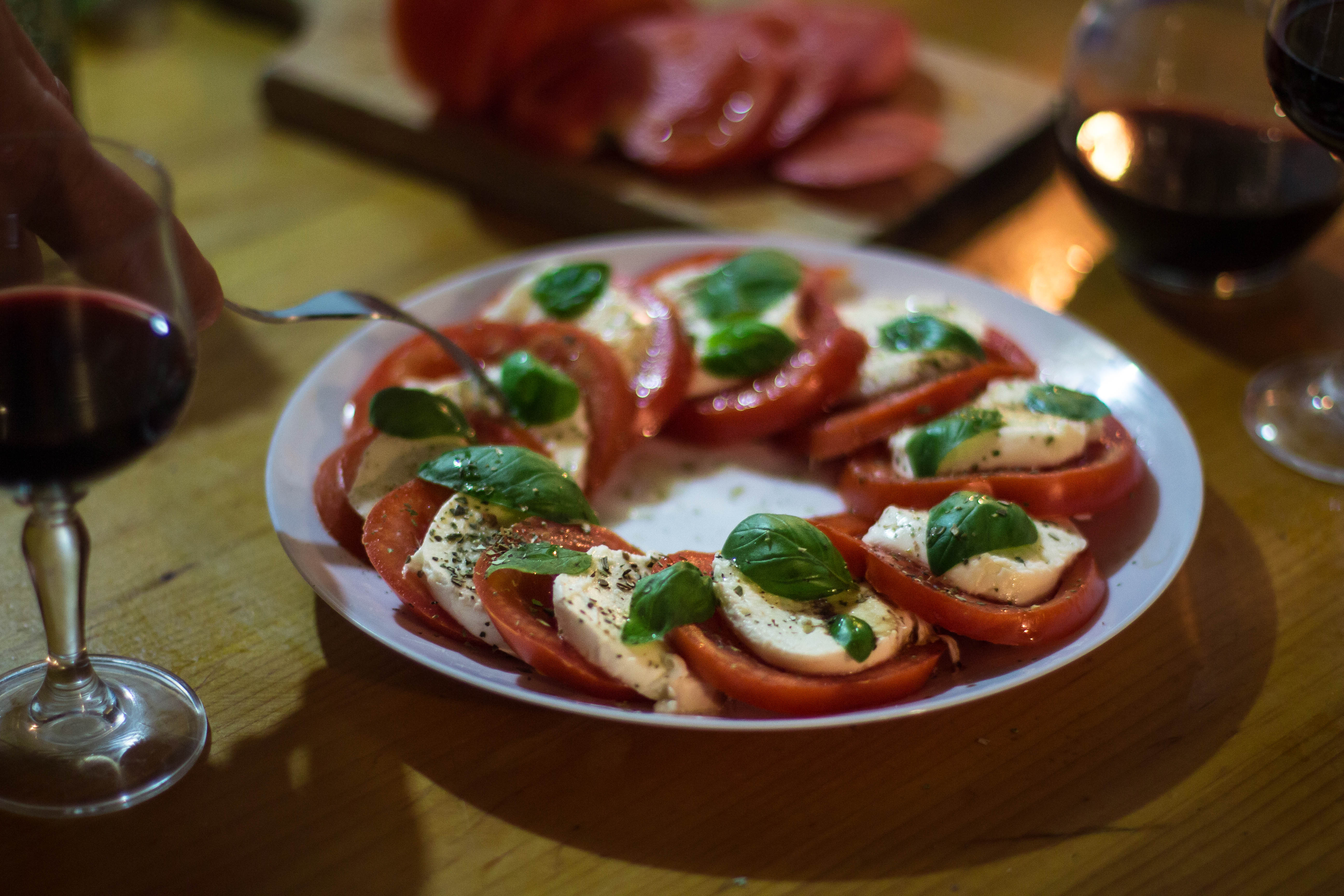
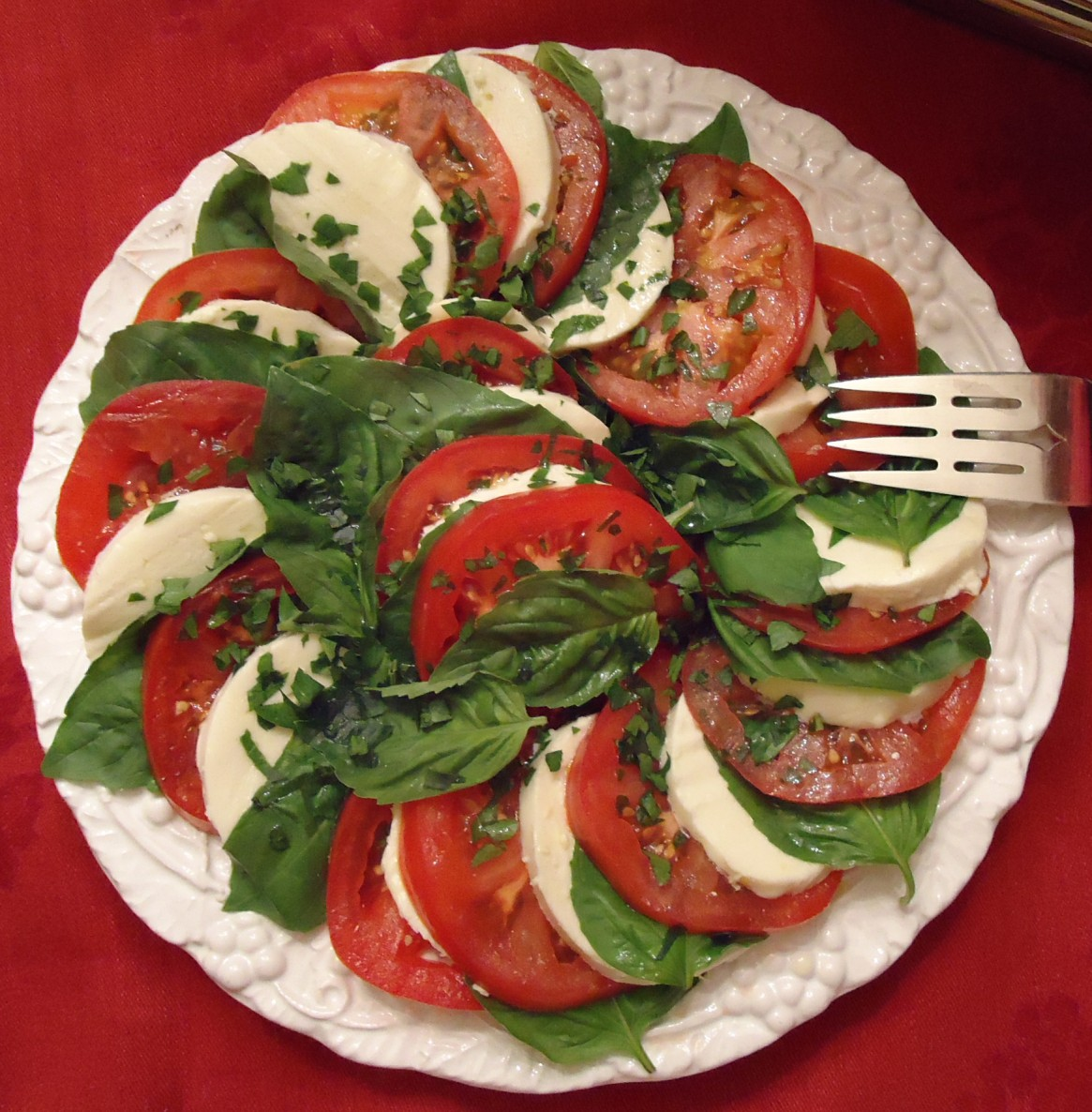
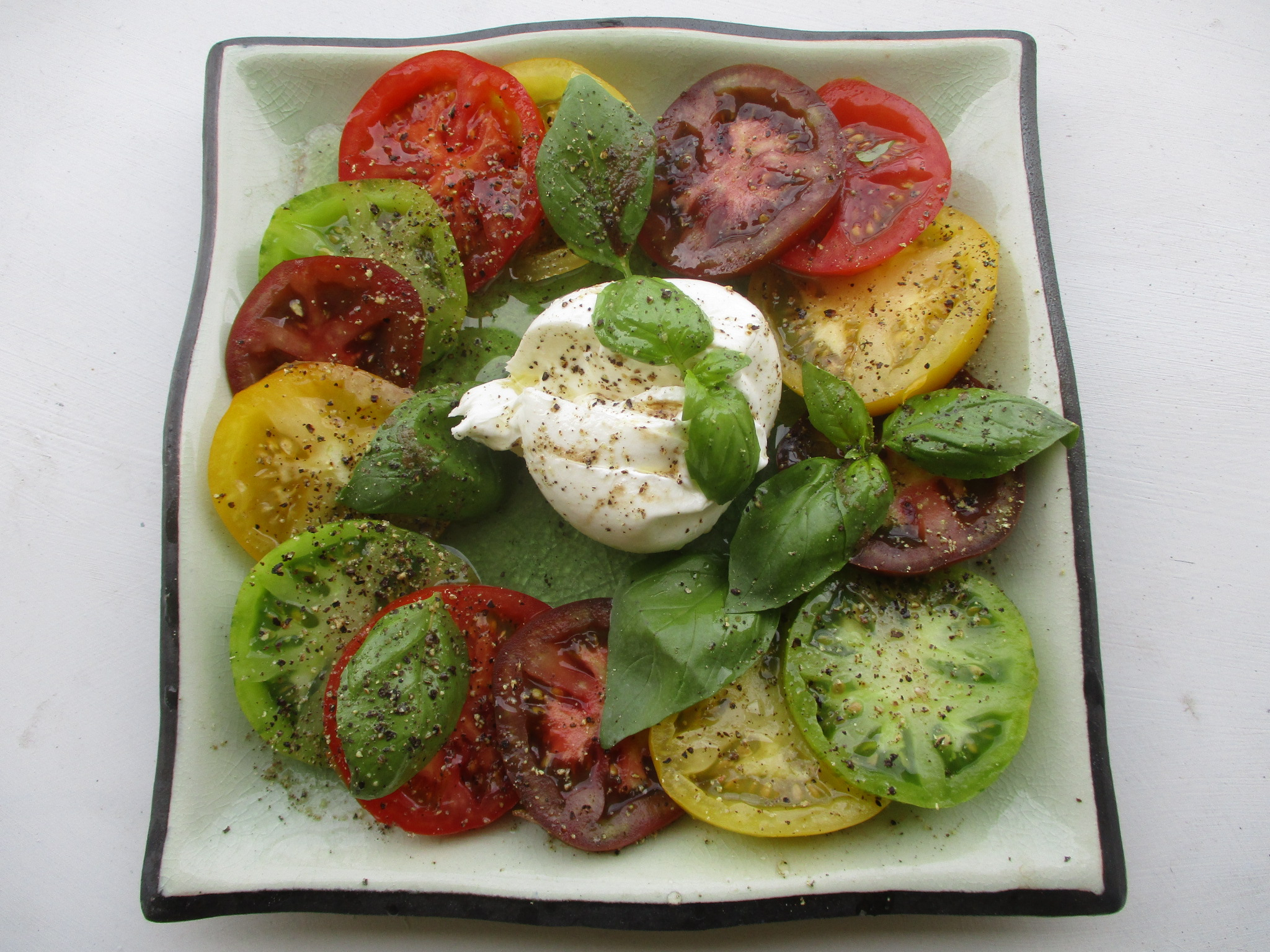
Avec de la burrata.
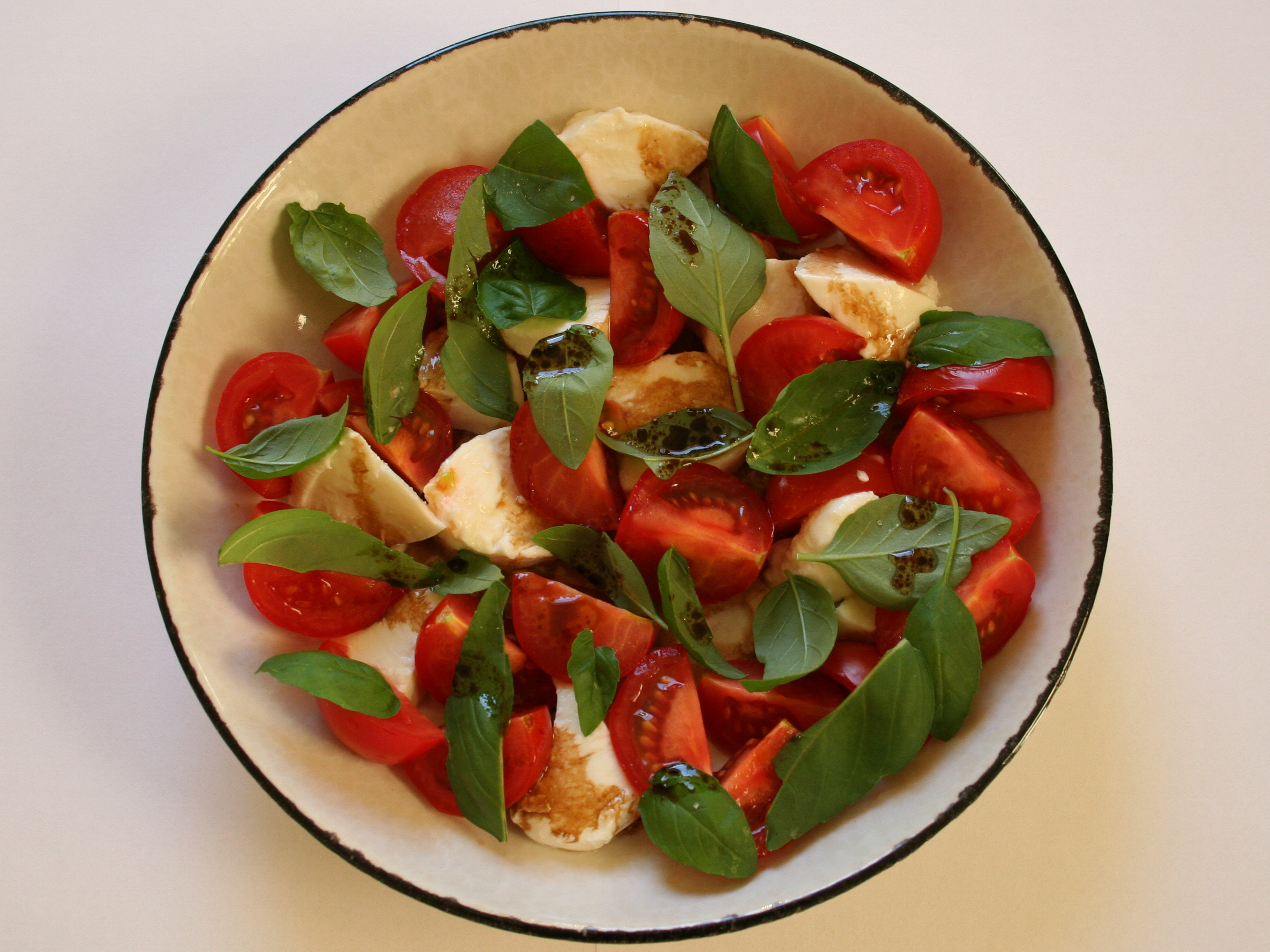
Avec du vinaigre balsamique.
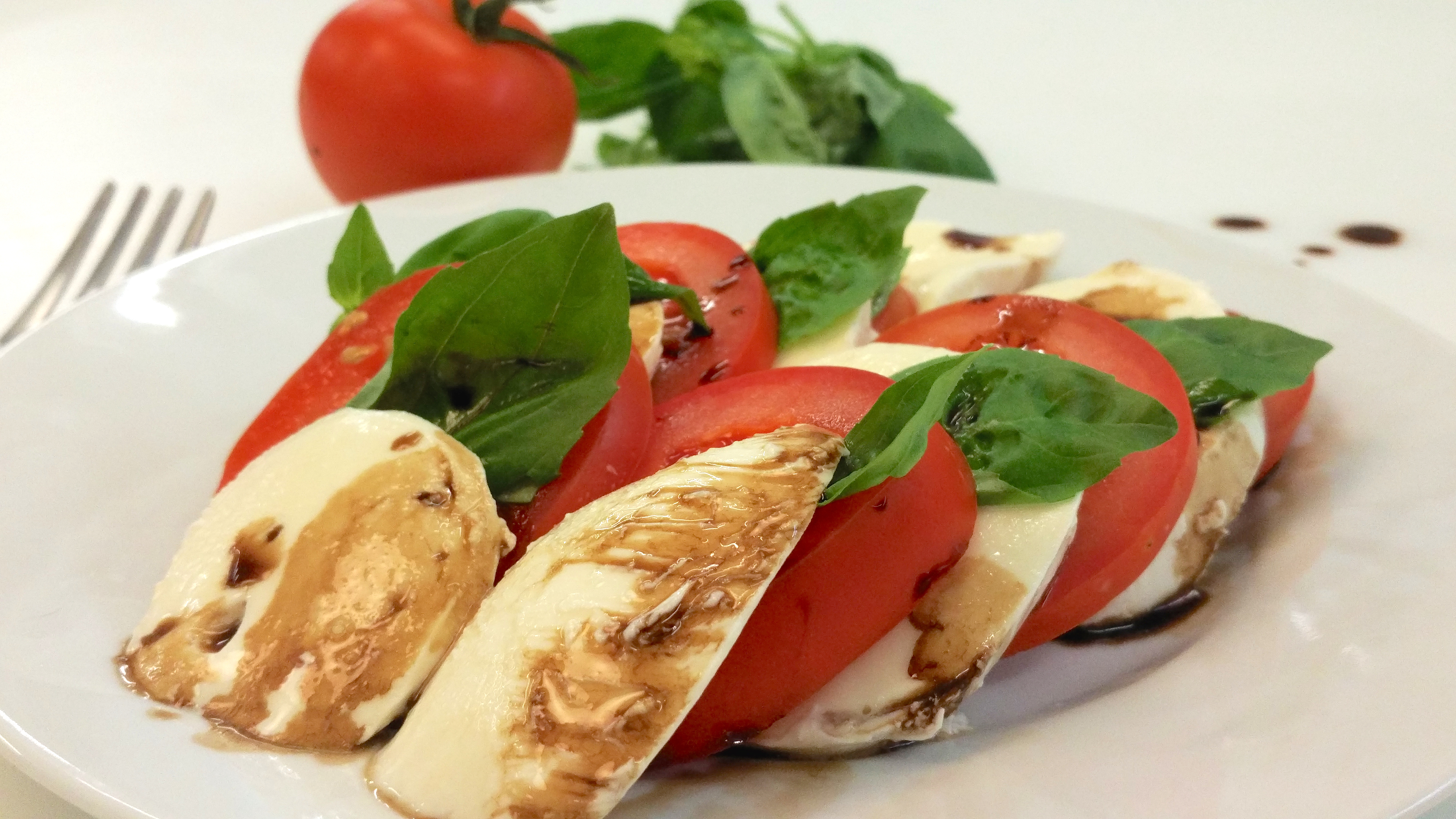
Avec du vinaigre balsamique.
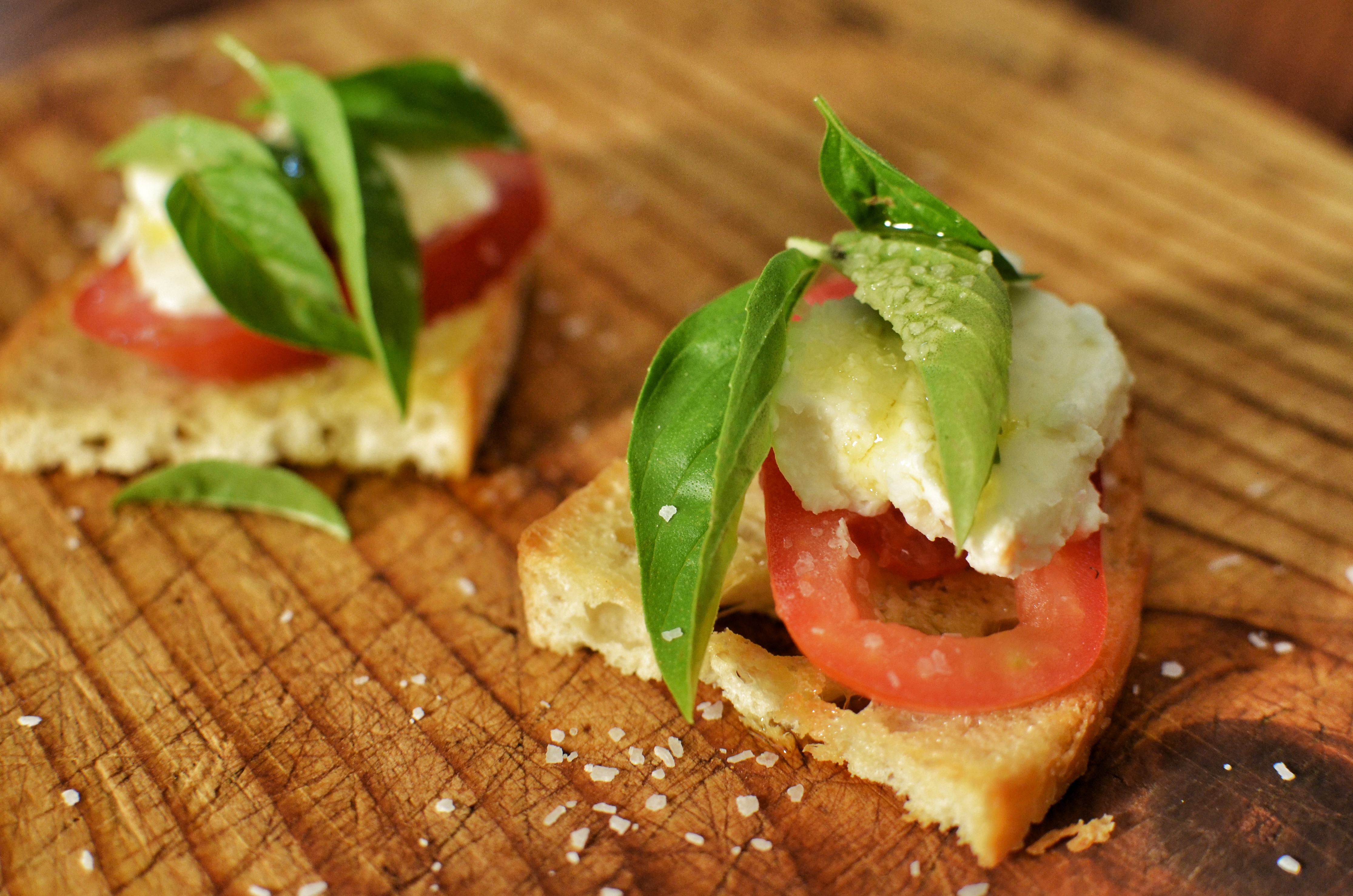
Bruschetta caprese et parmesan (variante).
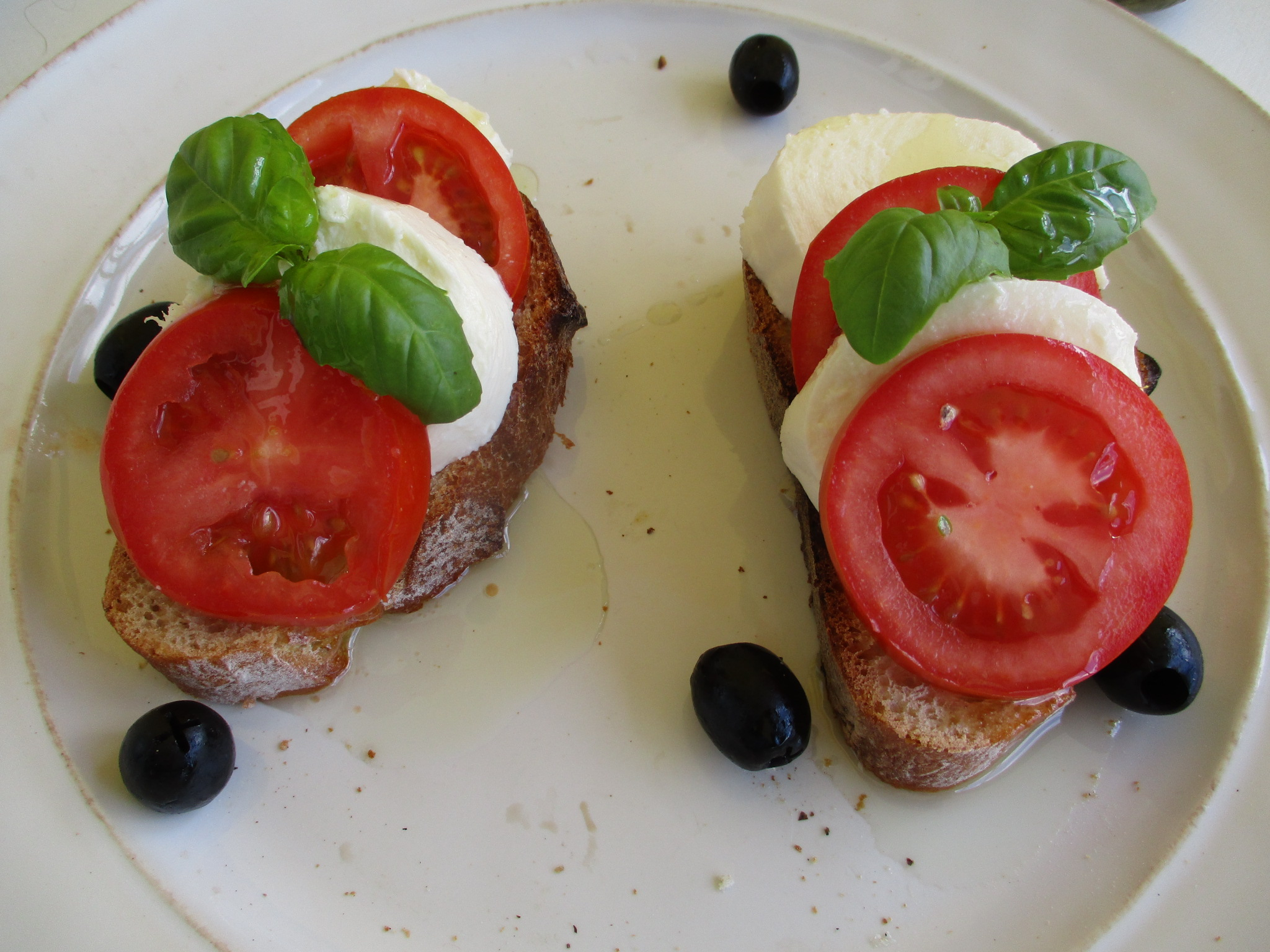
Bruschetta caprese (variante).
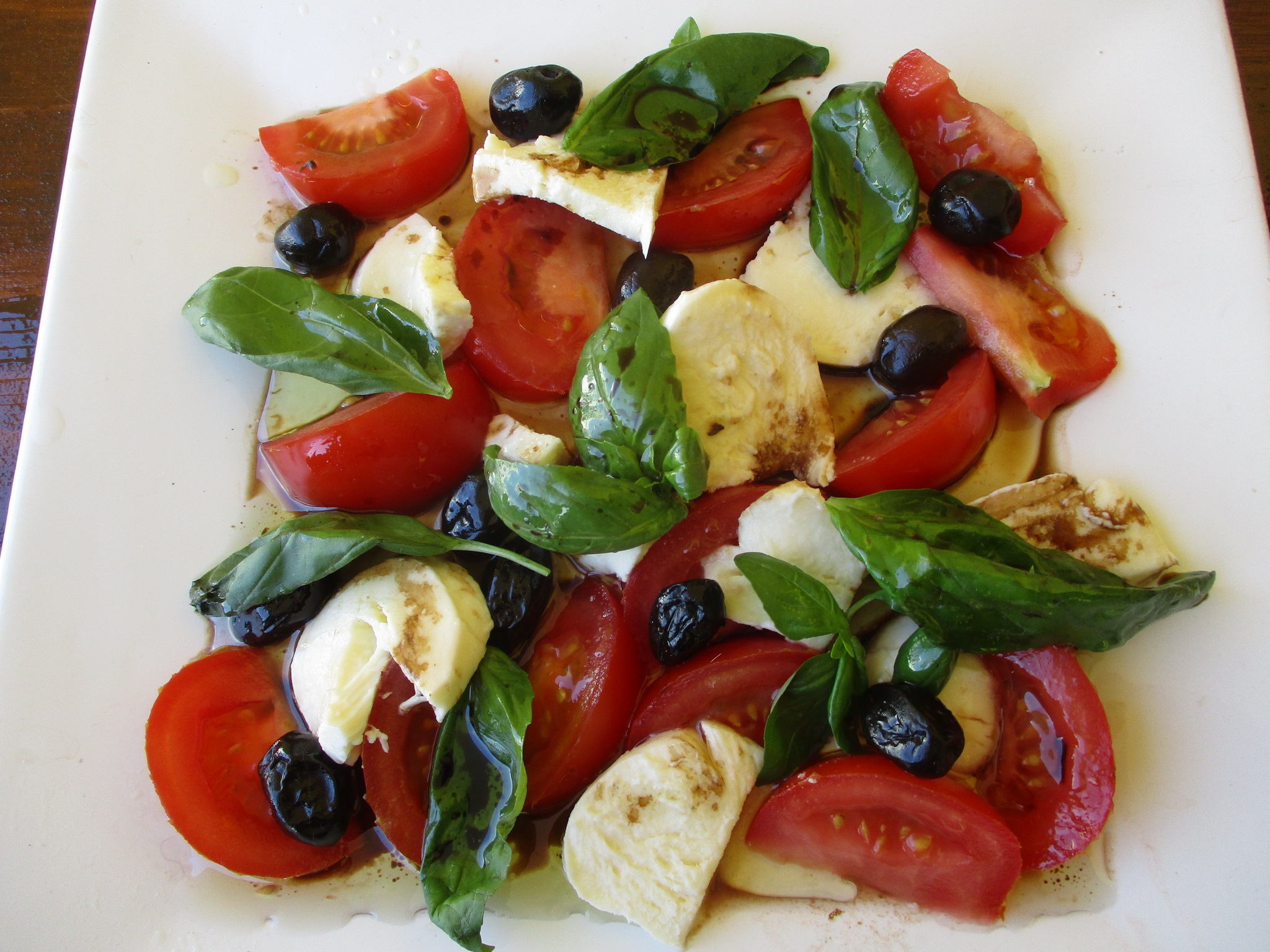
Avec du vinaigre balsamique et des olives noires.